# پوپوویتسا (نگوتین)
پوپوویتسا (به صربی: Popovica) یک منطقهٔ مسکونی در صربستان است که در نگوتین واقع شده‌است. پوپوویتسا ۴۸۷ نفر جمعیت دارد.